# Europski pravac E70
Europski pravac E70 (ukratko: E70) je europski pravac koji vodi od A Coruñe u Španjolskoj preko Francuske, Italije, Slovenije, Hrvatske, Srbije, Rumunjske, Bugarske i Turske prema gruzijskom gradu Poti. Ukupna dužina iznosi 5.380 kilometara.

## Tijek
- Španjolska
  -  A Coruña () - Baamonde
  -  Baamonde - Gijón - Santander - Bilbao
  -  Bilbao () -  Eibar ()
  -  Eibar () - Donostia/San Sebastián - Irún

- Francuska
  -  Hendaye - Bayonne () - Bordeaux
  -  Bordeaux ()
  -  Bordeaux ()
  -  Bordeaux () - Libourne
  -  Libourne - Brive-la-Gaillarde ()
  -  Brive-la-Gaillarde () - Saint-Germain-les-Vergnes ()
  -  Saint-Germain-les-Vergnes ( - Combronde ()
  -   Combronde () - Clermont-Ferrand ()
  -  Clermont-Ferrand () - Balbigny
  -  Balbigny - Saint-Étienne
  -  Saint-Étienne - Saint-Chamond
  -  Saint-Chamond - Givors ()
  -  Givors () - Saint-Priest ( )
  -  Lyon () - Bourgoin-Jallieu () - Chambéry ()
  -  Chambéry ()
  -  Chambéry () - Modane
  -  Modane

- Italija
  -  Bardonecchia
  -  Bardonecchia - Torino
  -  Torino ()
  -  Torino () - Asti () - Alessandria () - Tortona () - Piacenza () - Brescia ()
  -  Brescia () - Verona () - Venecija () - Palmanova () - Sistiana
  -  Sistiana - Trst
  -  Trst ()

- Slovenija
  -  Sežana - Divača
  -  Divača - Ljubljana ()
  -  (Obilaznica Ljubljane )
  -  Ljubljana () - Čatež ob Savi

- Hrvatska
  -  Bregana - Zagreb () - Okučani () - Slavonski Brod - Donji Andrijevci () - Lipovac

- Srbija
  -  Batrovci - Beograd ()
  -  Beograd - Vršac - Vatin

- Rumunjska
  -  Moravița - Timișoara ()
  -  Timișoara () - Lugoj () - Drobeta-Turnu Severin () - Filiași () - Craiova () - Alexandria - Bukurešt
  -  Bukurešt (, prema )
  -  Bukurešt () - Giurgiu

- Bugarska
  -  Ruse () - Šumen ()
  -  Šumen () - Varna
  -  Varna ()

- Prekid
  -  Varna -  Samsun

- Turska
  -  Samsun () - Ordu - Giresun - Trabzon () - Hopa

- Gruzija
  -  Sarpi - Batumi - Kobuleti () - Poti ()